# 地の指
『地の指』（ちのゆび）は、松本清張の長編推理小説。『週刊サンケイ』に連載され（1962年1月8日号 - 12月31日号、連載時の挿絵は下高原健二）、1981年11月、カドカワノベルズより刊行された。

## あらすじ
2月17日の午後十時頃、港区田村町(西新橋)のビル街で、殺人死体が発見された。被害者の島田玄一は青酸カリで殺され、上衣のポケットから出てきた紙片には「冊」の漢字に似た記号のようなものが書かれていた。警視庁捜査一課の桑木刑事は、タクシーで乗りつけた若い青年が死体の傍にいたことを聞き込んだことから、それとよく似た男が大森から松ノ木町まで乗っていたことをつかむが、大森の近くに青酸カリに関係のありそうな写真製版所があるのに着目する。写真製版所所長の弟は東京都議会議員の岩村章二郎であり、島田が都政新聞で恐喝を働いていたことから、事件が都議会議員と都政新聞の筋につづいていると桑木は推測する。
島田が半年ほど前から三鷹駅近くの喫茶店で女と会っていたこと、ポケットの紙片の符牒の意味が精神病患者の症状を示すものと聞いた桑木は、三鷹からバスで十五分ほどの雑木林近くにある精神病院「医療法人愛養会 不二野病院」にその女が看護婦としていることを突き止める。しかしその看護婦・小木曾妙子は、3月5日の深夜に武蔵野の林の中で扼殺死体となって発見される。武蔵野殺人事件の当日、不二野病院事務長の飯田勝治と岩村都議が会っていたことから、島田が不二野病院の弱点を握ろうとし、妙子は島田に不二野病院の内情を暴露したと推測されたが、桑木は岩村都議と飯田事務長が乗ったタクシーの運転手が名乗り出ないのは、運転手が犯行に関係があるからと睨む。続いて桑木は東京都庁の厚生局衛生課を訪れ、不二野病院の査察を受け持つ職員の山中一郎から話を聞くが、山中の住所が大森と聞いたことから、田村町の殺人事件で死体の傍にいた男の正体が山中であり、また病院の責任者の飯田と査察する立場の山中とが密接な関係を持つことを突き止める。タクシー運転手の三上正雄の部屋に空巣が入ったことを聞いた桑木は、三上の運転日報に三晩連続同じ時刻で新宿が記載されていたことから、三上が岩村都議を新宿の料亭「筑紫」で待っていたと推定し、三上を参考人として引っぱるが、飯田事務長と岩村都議が面通しで否定したため、釈放せざるを得なくなる。釈放後、三上は行方をくらまし、山中が三上のアパートに愛人のマユミを探しに来たと報告が入るが、桑木はこの報告から推理を導く。
やがて第三の被害者が浮上し、第四・第五の死体も出現、犯人は自分がこれまで捜査した圏内の中に必ずいるはずだと桑木は考える。

## 主な登場人物
桑木
警視庁捜査一課の古い刑事。額の広い、眼のぎょろりとした男。
重枝三郎
桑木とコンビを組む若い刑事。
三上正雄
青雲タクシー池袋営業所に所属のタクシー運転手。
山中一郎
東京都厚生局衛生課の若い青年職員。不二野病院の査察を担当。
飯田勝治
武蔵野に建つ不二野病院の事務長。口髭を生やす。
島田玄一
都政新聞「東明新聞」の元記者。恐喝を働き馘首される。
マユミ
銀座のバー「クラウゼン」の若いホステス。山中の愛人。
小木曾妙子
不二野病院の看護婦。看護婦としては古参。
岩村章二郎
東京都議会議員で厚生委員。本職は土建業者。
岩村順平
大森にある岩村写真製版所の所長で岩村章二郎の兄。
坂口吉夫
不二野病院収容の精神病患者。
大野謙太郎
岩村写真製版所に隣接する中華そば屋の主人。

## エピソード
- 推理小説評論家の権田萬治は、同じ著者の『眼の壁』についてある意味では精神医療施設の問題をさりげなく浮き彫りにしたといえなくはないが、その後本作でこの問題に真正面から取り組むことになったと述べている[1]。
- 日本文学研究者の鈴木優作は、作中で「精神病院ほど儲かるものはない」[2]等と記述される背景には、戦後の精神医療をめぐる法改正を経て発生した1960年前後の私立精神病院の建設ラッシュ「民間精神病院ブーム」があり、精神病院のビジネス的側面の過熱、高効率の投資先として周知されていたことを指摘し、加えてこの民間精神病院ブーム期には、ブームによる看護人の不足が「ひょっこり」と偽名の男が一時的な看護人となることを可能にしており[3]、本作中の主たるトリックに、精神病院をめぐる同時代的状況が活用されていたことを論証している[4]。また本作では、清張以前の探偵小説がお化け屋敷・特異な存在としてイメージ消費してきた[5]精神病院・精神病患者を主題化し、特異で不穏なイメージを強調しておきつつ、謎解きにおいて、精神病院を単なる経済活動の場として表象することで、推理小説ジャンルにおける精神病院像を更新し、加えて精神病患者へのステレオタイプ、患者と常人との二元論を予め配しておきつつ、謎解きの過程ではこれが転覆し、常人自身の危うさが示唆されているとし、本作を「精神医療界に対する読み手のまなざしを啓発する作品」と論じている[4]。